# Camillo Caccia Dominioni
Camillo Raffaele Caccia Dominioni (Milano, 7 febbraio 1877 – Roma, 12 novembre 1946) è stato un cardinale italiano.

## Biografia
Camillo Caccia Dominioni nacque a Milano il 7 febbraio 1877, figlio di nobile famiglia originaria di Novara. Suo padre era il conte Annibale Adeodato Caccia Dominioni mentre sua madre era la contessa Maria Antonia dal Verme. 
Fu assistente ecclesiastico del Circolo San Pietro per più di 20 anni, tra il 1913 e il 1935. Papa Pio XI lo elevò al rango di cardinale nel concistoro del 16 dicembre 1935. Il 2 marzo 1939, in qualità di cardinale protodiacono di Santa Romana Chiesa, annunciò al mondo dalla Loggia delle Benedizioni della Basilica di San Pietro l'elezione del cardinale Eugenio Pacelli, papa Pio XII, e lo incoronò sommo pontefice il 12 marzo dello stesso anno. Morì il 12 novembre 1946 all'età di 69 anni; ricevette sepoltura nella Basilica dei Santi Ambrogio e Carlo al Corso.

## Ascendenza
|                                                |                           |                                                               | Genitori                                                       |  |  | Nonni |  |  | Bisnonni                              |  |  | Trisnonni                        |  |
|                                                |                           |                                                               |                                                                |  |  |       |  |  | conte Paolo Adeodato Caccia Dominioni |  |  | conte Francesco Caccia Dominioni |  |
|                                                |                           |                                                               |                                                                |  |  |       |  |  | conte Paolo Adeodato Caccia Dominioni |  |  | conte Francesco Caccia Dominioni |  |
|                                                |                           | Maria Caroelli                                                |                                                                |  |  |       |  |  | conte Paolo Adeodato Caccia Dominioni |  |  |                                  |  |
| conte Giuseppe Carlo Ambrogio Caccia Dominioni |                           |                                                               |                                                                |  |  |       |  |  | conte Paolo Adeodato Caccia Dominioni |  |  |                                  |  |
|                                                |                           | Marianna Martignoni                                           | Federico Martignoni                                            |  |  |       |  |  |                                       |  |  |                                  |  |
|                                                |                           | Marianna Martignoni                                           | Federico Martignoni                                            |  |  |       |  |  |                                       |  |  |                                  |  |
|                                                |                           | Marianna Martignoni                                           | Ne Parravicini                                                 |  |  |       |  |  |                                       |  |  |                                  |  |
| conte Annibale Adeodato Caccia Dominioni       |                           | Marianna Martignoni                                           |                                                                |  |  |       |  |  |                                       |  |  |                                  |  |
|                                                |                           | Annibale Brivio Sforza, IX marchese di Santa Maria in Prato   | Cesare Brivio Sforza, VIII marchese di Santa Maria in Prato    |  |  |       |  |  |                                       |  |  |                                  |  |
|                                                |                           | Annibale Brivio Sforza, IX marchese di Santa Maria in Prato   | Cesare Brivio Sforza, VIII marchese di Santa Maria in Prato    |  |  |       |  |  |                                       |  |  |                                  |  |
|                                                |                           | Annibale Brivio Sforza, IX marchese di Santa Maria in Prato   | Isabella Durini                                                |  |  |       |  |  |                                       |  |  |                                  |  |
| Margherita Brivio Sforza                       |                           | Annibale Brivio Sforza, IX marchese di Santa Maria in Prato   |                                                                |  |  |       |  |  |                                       |  |  |                                  |  |
|                                                |                           | Francesca Barbiano di Belgiojoso                              | conte Francesco Barbiano di Belgiojoso                         |  |  |       |  |  |                                       |  |  |                                  |  |
|                                                |                           | Francesca Barbiano di Belgiojoso                              | conte Francesco Barbiano di Belgiojoso                         |  |  |       |  |  |                                       |  |  |                                  |  |
|                                                |                           | Francesca Barbiano di Belgiojoso                              | Daria Opizzoni                                                 |  |  |       |  |  |                                       |  |  |                                  |  |
| Camillo Raffaele Caccia Dominioni              |                           | Francesca Barbiano di Belgiojoso                              |                                                                |  |  |       |  |  |                                       |  |  |                                  |  |
|                                                | conte Francesco dal Verme | conte Antonio dal Verme                                       |                                                                |  |  |       |  |  |                                       |  |  |                                  |  |
|                                                | conte Francesco dal Verme | conte Antonio dal Verme                                       |                                                                |  |  |       |  |  |                                       |  |  |                                  |  |
|                                                | conte Francesco dal Verme | Camilla Taverna                                               |                                                                |  |  |       |  |  |                                       |  |  |                                  |  |
| conte Carlo dal Verme                          | conte Francesco dal Verme |                                                               |                                                                |  |  |       |  |  |                                       |  |  |                                  |  |
|                                                |                           | Maria Camilla Taverna                                         | Lorenzo Taverna, conte di Landriano                            |  |  |       |  |  |                                       |  |  |                                  |  |
|                                                |                           | Maria Camilla Taverna                                         | Lorenzo Taverna, conte di Landriano                            |  |  |       |  |  |                                       |  |  |                                  |  |
|                                                |                           | Maria Camilla Taverna                                         | Anna Lonati Visconti di Carbonara                              |  |  |       |  |  |                                       |  |  |                                  |  |
| Maria Antonia dal Verme                        |                           | Maria Camilla Taverna                                         |                                                                |  |  |       |  |  |                                       |  |  |                                  |  |
|                                                |                           | Ildefonso Bolognini Attendolo, conte di Sant'Angelo Lodigiano | Ferdinando Bolognini Attendolo, conte di Sant'Angelo Lodigiano |  |  |       |  |  |                                       |  |  |                                  |  |
|                                                |                           | Ildefonso Bolognini Attendolo, conte di Sant'Angelo Lodigiano | Ferdinando Bolognini Attendolo, conte di Sant'Angelo Lodigiano |  |  |       |  |  |                                       |  |  |                                  |  |
|                                                |                           | Ildefonso Bolognini Attendolo, conte di Sant'Angelo Lodigiano | Brigida Trivulzio                                              |  |  |       |  |  |                                       |  |  |                                  |  |
| Teresa Bolognini Attendolo                     |                           | Ildefonso Bolognini Attendolo, conte di Sant'Angelo Lodigiano |                                                                |  |  |       |  |  |                                       |  |  |                                  |  |
|                                                |                           | Lucrezia Guerrieri Gonzaga                                    | Odoardo Guerrieri Gonzaga, VI marchese di Mombello             |  |  |       |  |  |                                       |  |  |                                  |  |
|                                                |                           | Lucrezia Guerrieri Gonzaga                                    | Odoardo Guerrieri Gonzaga, VI marchese di Mombello             |  |  |       |  |  |                                       |  |  |                                  |  |
|                                                |                           | Lucrezia Guerrieri Gonzaga                                    | Camilla Gallarati Scotti                                       |  |  |       |  |  |                                       |  |  |                                  |  |
|                                                |                           | Lucrezia Guerrieri Gonzaga                                    |                                                                |  |  |       |  |  |                                       |  |  |                                  |  |